# Ciacho
Ciacho – polska komedia w reżyserii Patryka Vegi, której premiera odbyła się na początku 2010. Zdjęcia trwały 27 dni i zakończyły się w sierpniu 2009.
W przeciągu 31 dni wyświetlania w polskich kinach wpływy ze sprzedaży biletów osiągnęły wielkość 15 539 950 zł.

## Fabuła
Basia (Marta Żmuda Trzebiatowska) pracuje jako podkomisarz w Centralnym Biurze Śledczym. Jest zakochana w swoim szefie – inspektorze Janie Kępskim (Tomasz Kot), jednym z największych autorytetów w polskiej policji.
Tymczasem dochodzi do napadu na transport kokainy. Podczas akcji oficer Kępski ujawnia swoje prawdziwe oblicze. Towarzysząca mu Basia zostaje aresztowana pod zarzutem współpracy z organizacją przestępczą oraz zabójstwa dwóch gangsterów i policjanta na służbie.
Obciążające dziewczynę zeznania składa gangster o pseudonimie „Ciasny Wiesiek” (Wojciech Mecwaldowski). Podkomisarz grozi 25 lat pozbawienia wolności. Dziewczyna dostaje obrońcę z urzędu. Adwokat Elżbieta Rudnicka (Marieta Żukowska) do tej pory prowadziła jedynie sprawy rozwodowe. W tej sytuacji bracia Basi – ginekolog Dawid (Tomasz Karolak), informatyk Krzyś (Marcin Bosak) oraz miłośnik sztuk walki Karolek (Paweł Małaszyński) – postanawiają zrobić wszystko, by uratować siostrę. Na początek zamierzają zmusić przebywającego w szpitalu „Ciasnego Wieśka” do zmiany zeznań.

## Obsada
W filmie wystąpili:
- Marta Żmuda Trzebiatowska – Basia
- Tomasz Karolak – Dawid
- Paweł Małaszyński – Karolek
- Tomasz Kot – Jan Kępski
- Marcin Bosak – Krzyś
- Joanna Liszowska – Magda, żona Krzysia
- Danuta Stenka – Urszula
- Marieta Żukowska – Ela Rudnicka
- Wojciech Mecwaldowski – Ciasny Wiesiek
- Cezary Żak – Komendant
- Krzysztof Kononowicz – Prokurator
- Adam Zdrójkowski – Antoś
- Jakub Zdrójkowski – Gabryś
- Barbara Rogowska – Pani Krysia
- Tomasz Sapryk – Kapciak
- Grzegorz Ciągardlak – Wienia
- Maciej Łuczkowski – Karzeł
- Yury Tsykun – Alosza
- Justyna Sieniawska – Reporterka
- Danuta Borsuk – więźniarka

Gościnnie:
- Jacek Czachor, Marek Dąbrowski, Jakub Przygoński – Orlen Team.

## Ścieżka dźwiękowa
Ciacho – album z muzyką do filmu Ciacho, wydany w dniu premiery filmu – 8 stycznia 2010 roku.

### Lista piosenek
1. Tomasz Karolak, Danuta Stenka, Joanna Liszowska, Tomasz Kot, Marta Żmuda-Trzebiatowska, Marcin Bosak, Marieta Żukowska, Paweł Małaszyński – „Ciacho”
2. Village People – „Y.M.C.A”
3. Sandra – „Everlasting Love”
4. Hurt – „Załoga G”
5. Right Said Fred – „I’m Too Sexy”
6. Reni Jusis – „It's Not Enough”
7. Shaun Baker – „Hey Hi Hello”
8. Ania Dąbrowska – „Bardzo lubię opowiadania o miłości”
9. Alchemist Project – „Tell Me”
10. Lessdress – „Who’s Fucking Who?”
11. Trzeci Wymiar – „Dla mnie masz stajla”
12. Lessdress – „Can’t Be Real”
13. Pezet ft. Wdowa – „Niegrzeczna”